# Hans Hinrich Brüning
Hans Hinrich Brüning o Hans Heinrich Brüning (Hoffeld, 20 de agosto de 1848 – Bordesholm, 2 de julio de 1928), llamado también Juan Enrique Brüning, fue un ingeniero, etnógrafo y lingüista alemán. La mayor parte de su labor académica y cultural la realizó sobre las culturas del Antiguo Perú.

## Biografía
Sus padres fueron Joachim Brüning y Anna Magdalena Brookstedt. En sus inicios el joven Hans Heinrich se graduó de ingeniero mecánico y a la edad de 27 años, decidió embarcarse a Perú llegando al puerto del Callao el 12 de septiembre de 1875. Cinco días después desembarca en el puerto Eten de Chiclayo y se puso inmediatamente al servicio como mecánico de la hacienda azucarera de Pátapo. Brüning no se presentó como ingeniero, sino como comerciante y luego como administrador.
Una vez radicado en el norte peruano, comenzó a visitar las haciendas aledañas y sería recién a partir de 1894 que se le conoce con el nombre de Enrique, según el diario guardado en los archivos del Hamburgisches Museum Für Völkerkunde de Berlín. Pero estos apuntes personales revelan algo asombroso: están escritos en alemán hasta 1890, y luego lo hace en español entre 1906 y 1909, para finalmente volver a su lengua materna hasta el final de sus días.
Se sabe que el romance de Brüning por la arqueología empieza en 1883 cuando conoce a Adolph Bandelier, un experto en los estudios arquitectónicos de los edificios prehispánicos y, desde entonces, Brüning tomó su pesada cámara fotográfica y empezó a fotografiar las construcciones más antiguas y también a los habitantes de la época.
Fotógrafo aficionado y buen dibujante, logra levantar planos que hasta hoy llaman la atención de los entendidos, además de registrar más de dos mil fotos en placas de vidrio, en películas negativas y positivas, como lo afirma Corinna Raddatz, estudiosa de la colección visual de Brüning.
Empieza a comprar y recolectar piezas arqueológicas como ceramios, metales, piedras preciosas y tallados en maderas. Su vida empieza a inclinarse por la etnografía, la arqueología y como un hombre querido y respetado, aunque de muy pocos amigos. Fue sin duda un ser modesto: casi nunca se autorretrataba.
Cuando Brüning contaba con 49 años de edad (en 1897) y con veinte años en el Perú, decide regresar a su país. Todavía se mantenía soltero. En Alemania completa su biblioteca y se vincula con instituciones de primer nivel. Regresa al Perú en 1898 a bordo del vapor Amasis.
En 1902, Brüning inicia una arriesgada expedición a fin de encontrar el camino más corto entre la cuenca del Marañón y el litoral del Pacífico. Esta travesía la realiza junto con el ingeniero polaco Eduardo de Habich y el hacendado Manuel Antonio Mesones Muro, con quienes llega hasta el pongo de Manseriche. Brüning aprovechó la ocasión para escribir una descripción etnográfica de los pueblos aguarunas.
Los habitantes muchik del norte peruano les rehuían a los extraños, pero Brüning hizo un trabajo paciente, tomó chicha de jora con ellos, y se ganó su confianza a tal punto que tuvo más de cien compadres. Esta acogida le valió para quedarse a vivir en la Villa de Eten con la intención de estudiar el idioma mochica, y más adelante escribir un diccionario de esta lengua nativa que fuera publicado en 1917. Es autor de otras publicaciones como Estudios Monográficos del Departamento de Lambayeque, y una serie de artículos que publicó en las revistas alemanas Anthropophyteia y Globus.
Así como se dedicaba a manuscritos etnográficos, Brüning como gran violinista y amante de la música, se consiguió algunos cilindros de cera y empezó a grabar música en el dialecto mochica. Hoy los originales se conservan en el Museo Antropológico de Hamburgo de Alemania y forman parte de las primeras grabaciones de música popular hechas en Perú.
Durante los 50 años que estuvo en Perú, se dedicó a comprar y coleccionar cerámicas, tanto así que, en 1916, las piezas ya no cabían en su hogar y empezaron a estorbarle, por lo que decide vender parte de su colección al Estado peruano en 60,000 soles, cuando era presidente Augusto Leguía.
Las piezas desde entonces formaron parte del Primer Museo Regional del Perú ubicada en la propia casa de Brüning, y ya en 1921 se convirtió en el Museo de Brüning, siendo él mismo el primer director nombrado con un sueldo de cuatro soles mensuales.
Pero permaneció poco tiempo en el cargo debido a sus 77 años de edad y los malestares de salud. Renunció para marcharse una tarde lluviosa del 17 de junio de 1925, sin que nadie lo despidiera en el embarcadero de Puerto Eten. Ya en su patria, un fulminante paro cardíaco apagó su vida el 2 de junio de 1928, en la ciudad de Bordesholm, a pocos días de cumplir 80 años de edad.

## Legado
Su legado constituye uno de los pilares de las colecciones del Museo Etnológico de Hamburgo sobre el Perú. Tras la muerte de Brüning, Georg Thilenius, director del Museo Etnológico de Hamburgo por aquellos tiempos, logró reunir los fondos para comprar el resto de su colección arqueológica, sobre todo los objetos de oro.
En Hamburgo descansa, además, su amplia colección fotográfica al igual que su legado científico. Éste se compone, entre otros, de las notas en su diario personal, de las inscripciones y bosquejos arqueológicos y etnográficos de sus libretas de campo, de documentos históricos - tanto originales como transcriptos -, de cartas y numerosos artículos de periódicos y revistas. También su colección bibliográfica con obras únicas sobre la etnohistoria peruana pudo ser acogida en la biblioteca del museo.
La colección Brüning tiene un valor único en la actualidad para la historia y la etnografía de la costa norte del Perú por la representatividad de la misma. Estos materiales tienen un valor inconmensurable para la reconstrucción de la historia cultural de los pueblos que habitaron la costa norte.
Dentro de su legado, las libretas de campo también detentan un significado especial. Estos están siendo transcriptos, hoy en día, en Hamburgo por Erich Witte. Veinte de las cuarenta y tres libretas ya han sido duplicadas. Las anotaciones originales fueron hechas en tinta, pero la mayor parte en lápiz. Se planea su divulgación en idioma alemán y español, dado que son una fuente importante para la arqueología y la etnohistoria del Perú. Pareciera ser que Brüning estuvo siempre bien preparado para registrar todo tipo de acontecimientos en su libreta. Sus anotaciones se refieren a observaciones arqueológicas y etnográficas, a aspectos de la vida cotidiana o, a veces, son meramente ayuda memoria cuando no quería olvidar algo. Es así que se ha podido registrar tal cantidad de detalle.
Las libretas de campo de Brüning son cruciales para entender el trabajo de Brüning. Así, no sólo nos brindan un aspecto de su vida cotidiana en el Perú, sino también aportan información sobre el autor como persona e investigador.

## Significado
El interés internacional por las investigaciones y el legado científico de Hans H. Brüning ha crecido considerablemente en los últimos años. Tanto en el Perú como en Alemania se cuenta con estudios biográficos acerca de su persona. Junto a la publicación de sus libretas de campo sería importante divulgar sus fotografías, de la forma más completa posible. En este sentido, es muy escaso lo que se conoce hoy en día. No obstante, lo más urgente es la conservación y el registro del legado científico que se encuentra en los archivos, como por ejemplo, los programas de las fiestas y sus cartas, que están en vías de desintegrarse.
Lo que concierne a la etnología de aquella época y región, Brüning fue un adelantado a su tiempo. Su gran preocupación por las manifestaciones culturales de los habitantes de una región, abordando temáticas arqueológicas y la etnohistoria hasta la etnografía, es una característica de muchos etnólogos modernos, que consideran a la antropología como una ciencia holística del hombre y de su cultura. La colección de Brüning tiene un valor único para la etnografía y la historia de la Costa Norte por su composición variopinta.